# Lindsay Price

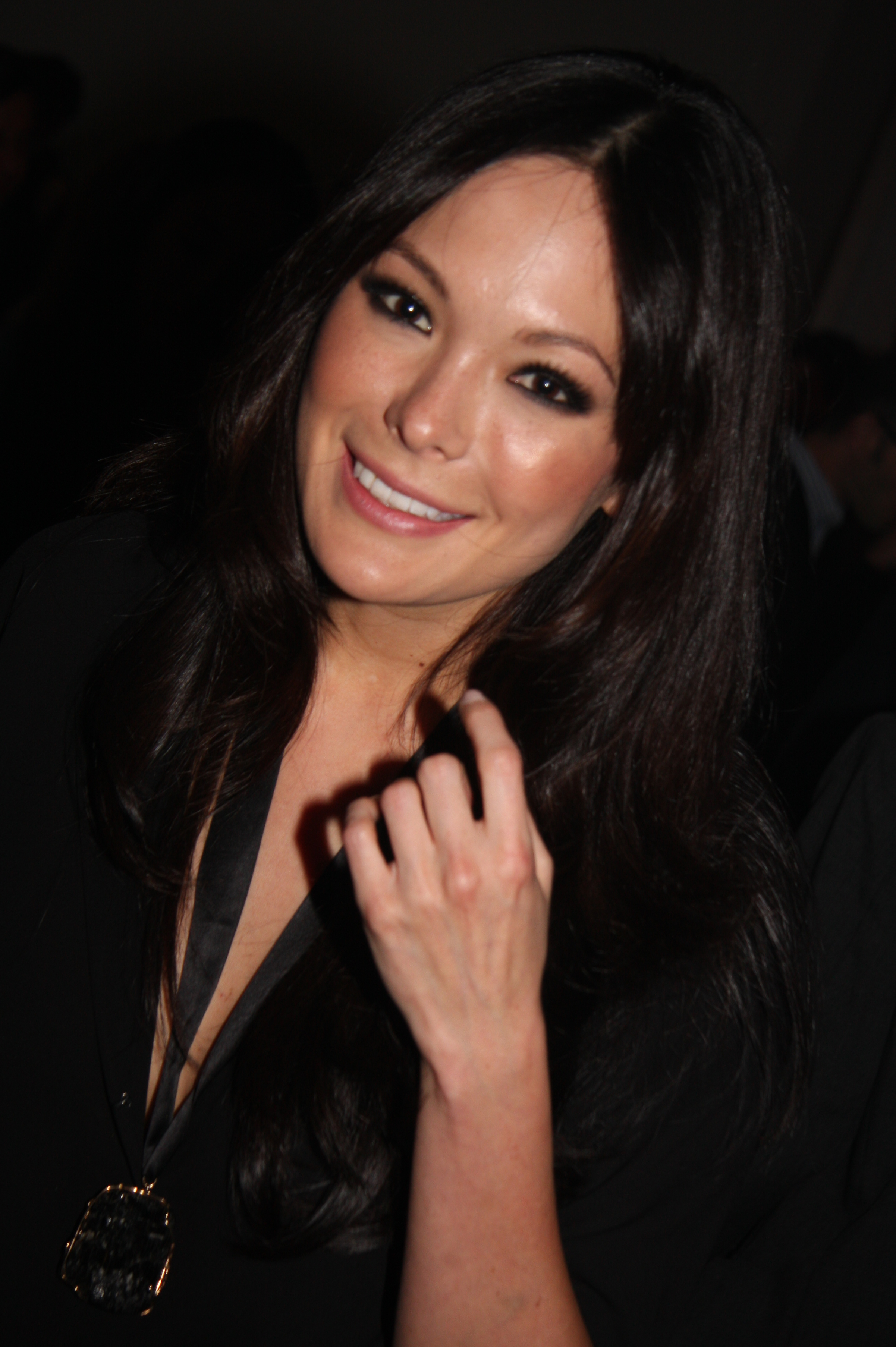
Lindsay Price (2009)

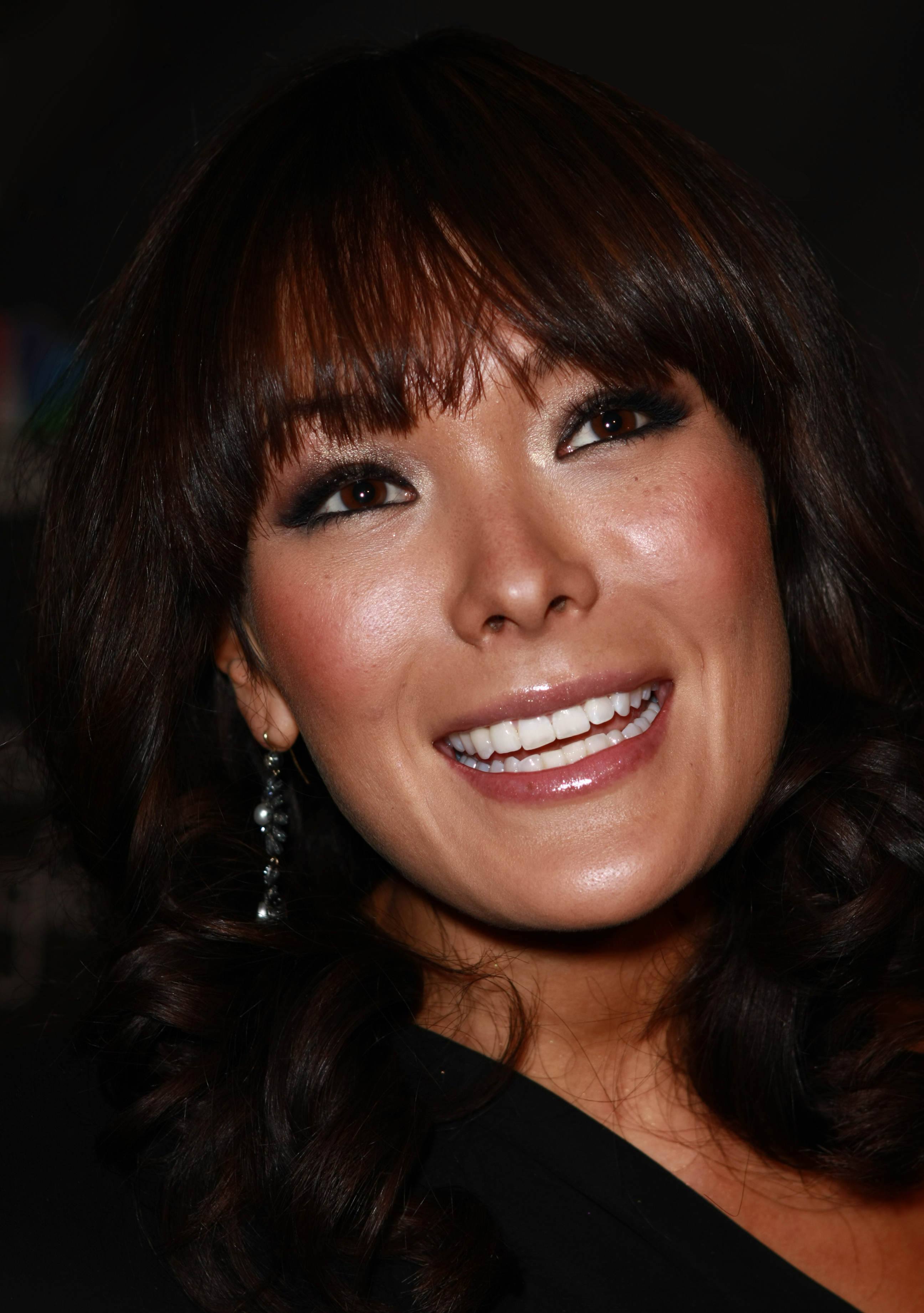
Price (2008)

Lindsay Jalyn Price (* 6. Dezember 1976 in Arcadia, Kalifornien) ist eine US-amerikanische Schauspielerin.

## Leben
Price hat mütterlicherseits koreanische Vorfahren, die Familie ihres Vaters hat deutsche und irische Wurzeln. Sie begann ihre Karriere, indem sie ein Lied für die Fernsehwerbung sang. Ihre erste Rolle spielte Price in einer Folge der Fernsehserie Agentur Maxwell aus dem Jahr 1984. Nach einigen weiteren Gastauftritten in Serien spielte sie eine Nebenrolle in der SF-Komödie Purple People Eater – Der kleine Lila Menschenfresser aus dem Jahr 1988.
Eine Rolle in der Fernsehserie All My Children in den Jahren 1991 bis 1993 brachte Price 1993 und 1994 Nominierungen für den Young Artist Award ein. In der Independentkomödie Hundred Percent (1998) spielte sie eine der größeren Rollen. Von 1998 bis 2000 war sie in der Fernsehserie Beverly Hills, 90210 zu sehen. In der Horrorkomödie Club Mad (2004) mit Tanja Reichert, Jordan Ladd und Bill Paxton verkörperte sie eine Mitarbeiterin eines Feriencamps, die zu den Opfern eines Serienmörders gehört. Von 2007 bis 2009 spielte Price in der Fernsehserie Lipstick Jungle die Modedesignerin Victory Ford.
Price war von 2004 bis 2007 mit dem Drehbuchautor Shawn Piller verheiratet. Seit 2009 ist sie mit dem australischen Chefkoch Curtis Stone liiert. Die Verlobung der beiden wurde im Juli 2012 bekannt. Ihr erstes gemeinsames Kind, ein Sohn, wurde am 6. November 2011 geboren. Die Hochzeit der beiden fand im Juni 2013 statt.

## Filmografie (Auswahl)
- 1965: Zeit der Sehnsucht (Days of Our Lives, Fernsehserie)
- 1985: Airwolf (Fernsehserie, Folge 2x13)
- 1986: Hotel (Fernsehserie, Folge 3x15)
- 1987: Ein Vater zuviel (My Two Dads, Fernsehserie, Folge 1x11)
- 1988: Purple People Eater – Der kleine Lila Menschenfresser (Purple People Eater)
- 1989: Wunderbare Jahre (The Wonder Years, Fernsehserie, Folge 2x10 Friedenstauben)
- 1991: Alles Okay, Corky? (Life Goes On, Fernsehserie, Folge 3x06)
- 1991: Parker Lewis – Der Coole von der Schule (Parker Lewis Can’t Lose, Fernsehserie, Folge 2x12)
- 1991–1993: All My Children (Fernsehserie, 43 Folgen)
- 1993: Das Leben und Ich (Boy Meets World, Fernsehserie, Folge 1x08)
- 1994: Junge Schicksale (ABC Afterschool Specials, Fernsehserie, Folge 23x01)
- 1995: Angus – voll cool (Angus)
- 1995–1997: Reich und Schön (The Bold and the Beautiful, Fernsehserie, 50 Folgen)
- 1998: Hundred Percent
- 1998: Frasier (Fernsehserie, Folge 5x17 Der perfekte Mann)
- 1998: C-16: Spezialeinheit FBI (C-16: FBI, Fernsehserie, Folge 1x10)
- 1998–2000: Beverly Hills, 90210 (Fernsehserie, 50 Folgen)
- 2001: Jack & Jill (Fernsehserie, 6 Folgen)
- 2001: CSI: Vegas (CSI: Crime Scene Investigation, Fernsehserie, Folge 2x06 Wie Kain und Abel)
- 2001–2003: Becker (Fernsehserie, 3 Folgen)
- 2002: Dead Zone (The Dead Zone, Fernsehserie, Folge 1x08 Zwischen zwei Welten)
- 2003: Coupling – Wer mit wem? (Coupling, Fernsehserie, 11 Folgen)
- 2004: Club Mad (Club Dread)
- 2004: Las Vegas (Fernsehserie, Folge 2x07 Erfinder Fieber)
- 2004–2005: Navy CIS (Navy NCIS, Fernsehserie, 2 Folgen)
- 2005: Waterborne
- 2006: Pepper Dennis (Fernsehserie, 13 Folgen)
- 2007: How I Met Your Mother (Fernsehserie, Folge 3x08 Glück und Glas)
- 2008–2009: Lipstick Jungle (Fernsehserie, 20 Folgen)
- 2009–2010: Eastwick (Fernsehserie, 13 Folgen)
- 2011: CSI: NY (Fernsehserie, Folge 7x15 Mord nach Ansage)
- 2012: Two and a Half Men (Fernsehserie, Folge 10x07 Die Menschenflüsterin)
- 2013: Hawaii Five-0 (Fernsehserie, 3 Folgen)
- 2014–2015: Major Crimes (Fernsehserie, 2 Folgen)
- 2015: Black-ish (Fernsehserie, Folge 1x19 Rate mal, wer zum Essen kommt)
- 2015: Castle (Fernsehserie, Folge 8x07 Die letzte Verführung)
- 2018–2019: Splitting Up Together (Fernsehserie, 22 Folgen)
- 2021: Atypical (Fernsehserie, 2 Folgen)